# Volcán Macuina
El Macuina es un volcán de lodo submarino de la costa de la Columbia Británica, Canadá, ubicado a unas 16 a 18 km al oeste de la isla de Vancouver. Se eleva aproximadamente 30 m por encima del nivel medio del océano Pacífico nororiental y se encuentra directamente a lo largo de la expresión sur de la zona lateral izquierda de la falla de Nutca.

## Geología
El volcán Macuina es uno de los pocos volcanes de lodo documentados en el Pacífico nororiental. Tiene 1,5 km de ancho, contiene una caldera rota y dos pequeños cráteres en la cima.
Los estudios científicos del volcán Macuina mostraron oxígeno térmico, particulado e inusualmente fuerte, registrado conjuntamente que se extiende 50 m sobre el volcán, lo que indica una columna de agua. Estos datos sugieren que el volcán está desprendiendo activamente fluidos hidrotermales calientes.
Se cree que la formación del volcán Macuina surgió de una alta acumulación de sedimentos y compresión tectónica horizontal asociada con la formación de prismas de acreción adyacentes a la costa oeste de la isla de Vancouver que soportan la sobrepresión de fluidos en profundidad a lo largo de la zona de la falla de Nutca.